# デイヴ・ポレクキ
デイヴ・ポレクキ（Dave Porecki、1992年10月23日 - ）は、オーストラリア出身の元ラグビー選手。

## 略歴
オーストラリア・シドニー出身。
2015年、ワラターズに加入。同年、チーターズ戦で控えから2分間出場。
その後、イングランドのサラセンズに所属。
2016年、ロンドン・アイリッシュに移籍し、1年目のRFUチャンピオンシップでチームはプレミアシップへの昇格を果たした。
2020年7月、ワラターズへの復帰を発表。
2022年、オーストラリア代表として、イングランド代表戦で代表初キャップを獲得。
ワールドカップ2023では、キャプテンとして3試合でチームを率いた。
2025年8月5日、32歳で選手引退を発表。同年7月26日のブリティッシュ・アンド・アイリッシュ・ライオンズとの第2戦が最後の試合となった。